# Weide (Bad Laasphe)
Weide (auch in der Weide, mundartlich ee da Weire, ursprünglich Stuppenhausen) ist ein westlicher Stadtteil von Bad Laasphe im nordrhein-westfälischen Kreis Siegen-Wittgenstein. 

## Geographie

### Lage
Weide befindet sich am Westrand des Stadtgebietes von Bad Laasphe an der Grenze zur Gemeinde Erndtebrück. Westlich des Ortes erhebt sich die zu den südlichen Bergen des Rothaargebirges gehörige 659 Meter hohe Birkenhecke. Von der Kernstadt Bad Laasphe ist Weide rund 9 km (Luftlinie) entfernt. 

### Nachbarorte
- Feudingen
- Rückershausen
- Benfe
- Volkholz

## Geschichte
Das Dorf entstand als Kanonsiedlung, vermutlich um das Jahr 1706. Sein ursprünglicher Name lautete Stuppenhausen, benannt nach den durch das Roden entstandenen Baumstümpfen (Stuppen). Dieser im Jahre 1720 erstmals urkundlich vermerkte Name konnte sich aber nicht durchsetzen. Aus dem heute noch mundartlich gebräuchlichen In der Weide entstand schließlich der Name Weide. Die zuvor selbstständige Gemeinde gehört seit der Durchführung des Sauerland/Paderborn-Gesetzes am 1. Januar 1975 zur Stadt Bad Laasphe.